# Marc Ford

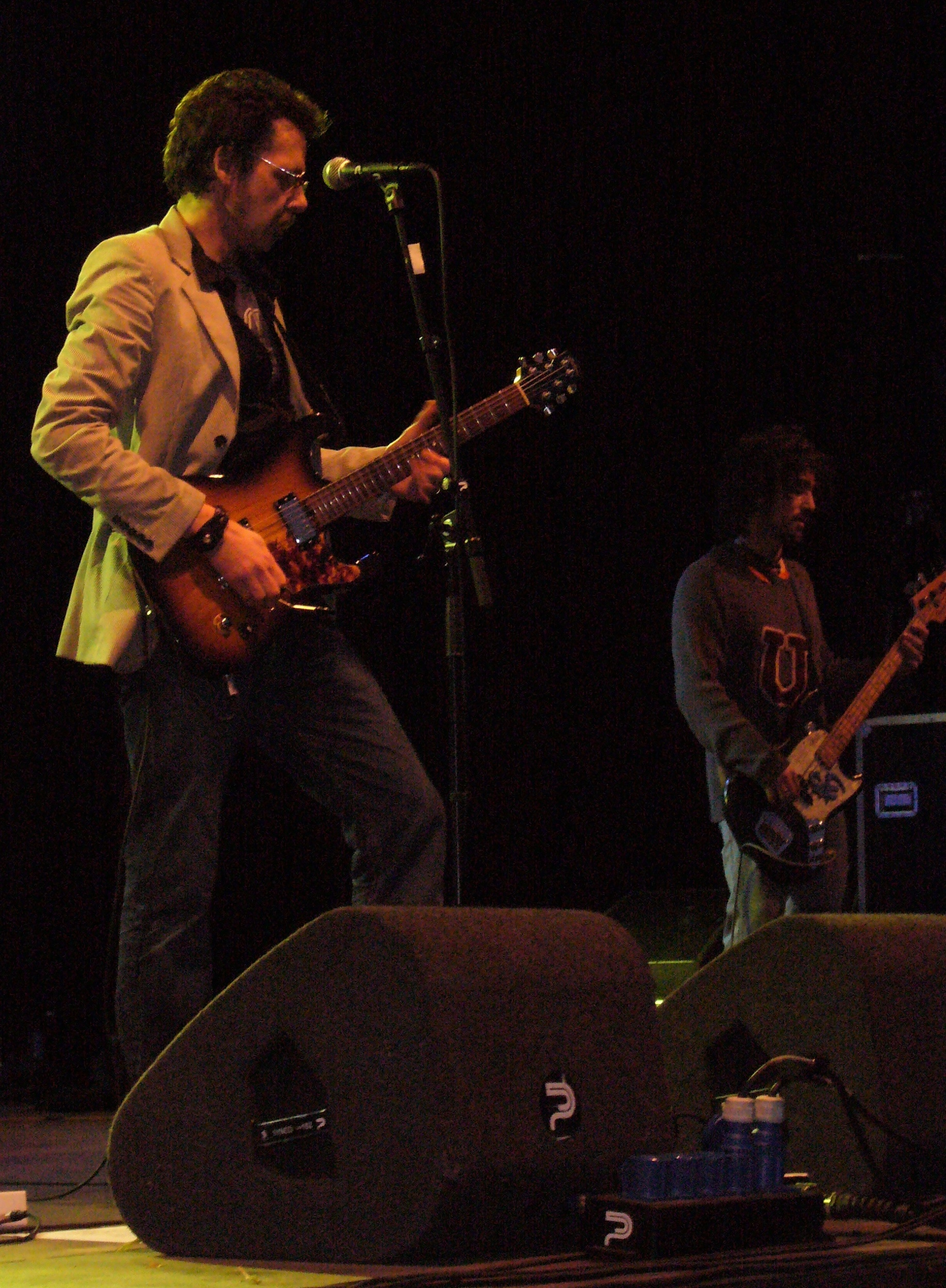
Marc Ford und Muddy während eines Konzerts in Venlo, 29. Juni 2007

Marc Ford (* 13. April 1966 in Los Angeles, Kalifornien) ist ein US-amerikanischer Gitarrist, Sänger, Songschreiber und Produzent, der vor allem als Lead-Gitarrist der Black Crowes bekannt wurde.

## Bandkarriere

### Burning Tree
In den späten 1980er Jahren gründete Ford mit Mark „Muddy“ Dutton (Bass) und Doni Gray (Schlagzeug) das Blues-Rock Power Trio Burning Tree. Nachdem ihr Debüt-Album 1990 erschienen war, tourte die Band durch Amerika und war unter anderem Vorgruppe für die Black Crowes, deren ebenfalls 1990 veröffentlichtes Debüt $hake Your Money Maker den kommerziellen Erfolg erlangte, der Burning Tree versagt blieb.

### The Black Crowes
Gelegentlich kam Marc Ford während der Konzerte der Black Crowes für ein bis zwei Lieder als Gastmusiker auf die Bühne. Als Jeff Cease, der bisherige Lead-Gitarrist der Black Crowes, die Band verließ, nahm Marc Ford das Angebot an, den vakanten Posten zu besetzen.
Nachdem Marc Ford seit 1992 als festes Bandmitglied auf zahlreichen Konzerten, drei regulären Studio-Alben sowie auf zwei später als The Lost Crowes veröffentlichten Sessions den Sound der Band entscheidend mitgeprägt hatte, wurde er 1997 gefeuert, angeblich weil sein Drogenkonsum die Auftritte der Band gefährdete. Fords Gegendarstellung, er wäre nicht der Einzige in der Band mit einem Drogenproblem, änderte an seinem Ausschluss nichts.

### Verschiedene Engagements 1997–2003
Nach dem Ausstieg bei den Black Crowes gründete er seine eigene Band namens Marc Ford and the Uninvited, spielte Gastauftritte bei Gov’t Mule und schloss sich 1998 der Chris Stills Band an, die er im selben Jahr wieder verließ, um mit Luther Russell die Band Federale zu gründen. Ein Plattenvertrag scheiterte daran, dass das interessierte Label Interscope Records von Universal gekauft wurde und Federale von diesem Majorlabel nicht weiter unterstützt wurde.
Im Jahr 2000 schloss er sich Blue Floyd, einer am Blues orientierten Pink-Floyd-Coverband, an, die aus den Gov’t-Mule-Mitgliedern Allen Woody (Bass, Gitarre) und Matt Abts (Schlagzeug) sowie Johnny Neel (Keyboard) und Berry Oakley Jr. (Bass) bestand.
Nach erfolgreichen Tourneen mit Blue Floyd beschloss Ford Ende 2001, sich wieder einer Solokarriere zu widmen. Er trat häufig mit seiner Band, zu der u. a. weiterhin Oakley Jr. gehörte, im Malibu Inn in Malibu nahe seiner Heimatstadt Los Angeles auf. Im Januar 2002 begrüßte er dort Chris Robinson, den Sänger der seit Ende 2001 getrennten Black Crowes, auf der Bühne, um mit ihm ein Akustikkonzert mit verschiedenen Coverstücken zu spielen. Dieser Gig markierte die erste musikalische Zusammenarbeit mit Robinson seit Ford die Black Crowes verlassen musste. Zwei Wochen später kam es an gleicher Stelle zu einem ähnlichen Konzert. Ford war außerdem Co-Autor des Liedes Sunday Sound, das auf Robinsons erstem Solo-Album New Earth Mud erschien, später trat er gelegentlich als Gastmusiker bei Robinsons neuer Band auf.
Unter dem Titel Marc Ford and The Sinners ging er wieder auf Tour, nahm zwischenzeitlich Titel für ein Soloalbum auf und spielte im Vorprogramm der Countrysängerin Lucinda Williams, die sich vergeblich bemühte, Fords Band einen Plattenvertrag zu vermitteln. Ford veröffentlichte schließlich sein erstes Soloalbum It’s About Time ohne Unterstützung einer großen Plattenfirma.

### Ben Harper
Marc Ford nahm 2003 die Einladung an, sich Ben Harper and the Innocent Criminals als Lead-Gitarrist anzuschließen, mit denen er bis Ende 2004 auf Tour ging. Dieses Engagement ist auf der EP Live at the Hollywood Bowl zu hören. Außerdem spielte Ford als Mitglied der Innocent Criminals mit Ben Harper and the Blind Boys of Alabama das Album There Will Be a Light ein und ist auf der Live-DVD/CD Live at the Apollo zu hören. Zugunsten einer anderen Band verließ Ford die Innocent Criminals Ende 2004, spielte jedoch erneut auf Harpers 2006 erschienenen Album Both Sides Of The Gun Gitarre.

### TBC pt. II
Anfang 2005 verdichteten sich Gerüchte, dass sich die Black Crowes, die sich Ende 2001 auf unbestimmte Zeit getrennt (aber nicht aufgelöst) hatten, wieder vereinen würden. Zur großen Freude der Fans gehörte Marc Ford wieder zum Line-Up der Band, die sich im März 2005 mit fünf ausverkauften Shows im New Yorker Hammerstein Ballroom zurückmeldete. Bis August 2006 war die Band fast ununterbrochen auf Tour. Am 5. September 2006, zwei Tage vor Beginn ihrer Herbsttournee, erreichte die Band ein Fax von Fords Anwalt, in dem mitgeteilt wurde, dass Marc Ford nicht länger mit den Black Crowes spielen würde, weil er seine lange umkämpfte Nüchternheit nicht aufs Spiel setzen wollte. Wenige Tage zuvor hatte bereits der Keyboarder Eddie Hawrysch die Black Crowes aufgrund von gesundheitlichen Problemen verlassen. Ford und Hawrysch wurden kurzfristig durch Paul Stacey und Rob Clores ersetzt.

## Solokarriere und weitere Engagements
Marc Ford widmete sich nach dem Ausstieg aus den Black Crowes erneut einer Solokarriere, produzierte die Aufnahmen befreundeter Musiker und reformierte mit seinen alten Freunden Mark "Muddy" Dutton und Doni Gray die Band Burning Tree für drei Konzerte in einem Club in Hollywood. Mit den beiden Musikern und seinem Sohn Elijah als Gastgitarrist nahm Ford schließlich sein zweites Soloalbum Weary and Wired auf, das 2007 auch in Deutschland veröffentlicht wurde. In der Folge ging Ford mit seinem Sohn, Muddy und dem Schlagzeuger Dennis Morehouse auf Tour und spielte auch außerhalb der USA in Spanien, Deutschland, Holland und Russland.
2008 formierte Marc Ford mit Mike Malone als Keyboarder, Anthony Arvisu am Schlagzeug, Bill Barrett an der Mundharmonika und dem Bassisten John Bazz eine neue Band, mit der er im September das Album Marc Ford and the Neptune Blues Club veröffentlichte.
Im Frühling/Sommer 2009 gehörte Marc Ford zur Live-Band des Organisten Booker T. Jones.
Ende November 2010 veröffentlichte Marc Ford das Album Fuzz Machine, das bereits 2007 nach der Tour mit Dutton, Morehouse und Fords Sohn Eliah eingespielt, aber zugunsten des Neptune Blues Club zunächst nicht veröffentlicht wurde.
Marc Ford begann ab Mitte der 2000er Jahre zusätzlich zu seiner aktiven musikalischen Karriere immer mehr Aufnahmen verschiedener Bands aus dem Bereich Americana Rock als Produzent zu begleiten. Dabei spielte er auch immer wieder einzelne Gitarrenparts mit ein.
Hierzu zählt auch die Produktion des 2012 erschienenen Albums The Pines der britischen Country-Soul-Band Phantom Limb. Diese Gruppe fungierte auch als Backing Band für Fords nächstes Soloalbum Holy Ghost. Im Rahmen einer Europatournee im Frühjahr 2014 kam Ford auch für zwei Konzerte nach Deutschland.

## Wissenswertes
Der Amerikanische Verstärkerhersteller Roccaforte hat ein Marc-Ford-Signature-Modell im Programm, das Ford auf Konzerten benutzt. Bei dem Verstärker handelt es sich um ein modifiziertes Custom 80 Watt Modell, das mit EL34-Röhren in der Endstufe bestückt ist und laut Hersteller den "klassischen Ton" von britischen Verstärkern der 60er Jahre erzeugt. Die damit implizierte Nähe zu den frühen Modellen der Firma Marshall ist auch optisch erkennbar.
Es ist inzwischen auch ein Marc Ford Signatur Model der Gitarrenfirma Bill Asher Guitars erschienen, das nach Fords eigener Aussage das beste einer Fender Stratocaster und einer Gibson Les Paul Junior vereinigen soll. Dabei verbindet diese Gitarre typische Stratocaster Eigenschaften, wie Ahornhals, Korpusform, Pickupwahlschalter und Tremolohebel mit typischen Les Paul Junior Attributen, wie Mahagoni als Korpusholz, P-90 Pickups und Kopfplattenform.
Marc Ford ist nicht mit dem Bruder des Gitarristen Robben Ford zu verwechseln, der Mark heißt; er ist nicht mit den beiden Brüdern verwandt.

## Diskografie
- The Scarecrows: The Scarecrows Featuring Marc Ford (David Pedroza Music, 1988; released 2005)
- Burning Tree: Burning Tree (Epic Records, 1990)
- The Black Crowes: The Southern Harmony and Musical Companion (American Recordings, 1992)
- The Black Crowes: amorica (American Recordings, 1994)
- Thee Hypnotics: The Very Crystal Speed Machine (American Recordings, 1994)
- The Black Crowes: Three Snakes and One Charm (American Recordings, 1996)
- Gov’t Mule: Live...with a Little Help from Our Friends (Sanctuary Records, 1999)
- Gov’t Mule: Live...with a Little Help from Our Friends, Volume 2 (Sanctuary Records, 2002)
- Marc Ford: It’s About Time (Anko Records, 2003)
- Ben Harper and the Innocent Criminals: Live at the Hollywood Bowl EP (Virgin Records, 2003)
- Scott Thomas: Lovers and Thieves (Halfpipe Records, 2003)
- Various Artists: Songs from the Material World: A Tribute to George Harrison (Koch Records, 2003)
- Ben Harper and the Blind Boys of Alabama: There Will Be a Light (Virgin Records, 2004)
- Ben Harper and the Blind Boys of Alabama: Live at the Apollo (DVD, CD) (Virgin Records 2004)
- Ben Harper and the Innocent Criminals: Both Sides of the Gun (Virgin Records, 2006)
- The Black Crowes: Freak ’n’ Roll... Into the Fog (DVD: Eagle Vision, 2006, CD: Eagle Records, 2006)
- The Black Crowes: The Lost Crowes (Rhino, 2006)
- PawnShop Kings: Locksley (Owen Brothers Publishing, 2007) Produzent.
- Ryan Bingham: Mescalito (Lost Highway, 2007). Als Produzent, Gitarrist und kleinere instrumentale Beiträge.
- Marc Ford: Weary and Wired (Blues Bureau International, 2007)
- The Steepwater Band: Grace and Melody (Diamond Day Records, 2008). Als Produzent und Gitarrist.
- Marc Ford: and the Neptune Blues Club (Blues Bureau International, 2008)
- Ryan Bingham: Roadhouse Sun (Lost Highway, 2009), Produzent.
- Marc Ford: Fuzz Machine (Little Chair Music, 2010)
- Jake Hamilton: Freedom Calling (2011), Produzent.
- Jonny Burke: Distane and Fortune (Bandcamp, 2011), Produzent.
- Phantom Limb: The Pines (Naim Edge, 2012), Produzent
- Marc Ford: Holy Ghost (Naim Edge Records, 2014)
- Marc Ford & The Neptune Blues Club: The Vulture (Not On Label, 2016)